# Reckoner
"Reckoner" é o quarto single do álbum de 2007 In Rainbows, da banda britânica Radiohead.

## Créditos
Adaptado do encarte de In Rainbows.
| Radiohead - Colin Greenwood - Jonny Greenwood - Ed O'Brien - Philip Selway - Thom Yorke | Produção - Nigel Godrich – produção, mixagem, engenharia - Richard Woodcraft – engenharia - Hugo Nicolson – engenharia - Dan Grech-Marguerat – engenharia - Graeme Stewart – pré-produção - Bob Ludwig – masterização Capa - Stanley Donwood - Dr Tchock |

## Posição nas paradas musicais
| Parada                         | Melhor posição |
| ------------------------------ | -------------- |
| Reino Unido (UK Singles Chart) | 74             |

## Certificações
| Região                                                                                                  | Certificação | Vendas |
| --- | ------------ | ------ |
| Canadá (Music Canada)                                                                                   | Ouro         | 5 000^ |
| *números de vendas baseados somente na certificação ^números de vendas baseados somente na certificação |              |        |